# Храмгэси
Храмгэси (груз. ხრამჰესი) — село в Грузии, на территории Цалкского муниципалитета края (мхаре) Квемо-Картли.

## География
Село находится в юго-восточной части Грузии, на берегах реки Храми, на расстоянии приблизительно 5 километров (по прямой) к юго-востоку от города Цалка, административного центра муниципалитета. Абсолютная высота — 1112 метров над уровнем моря.

## Население
По результатам официальной переписи населения 2014 года в Храмгэси проживало 78 человек (32 мужчины и 46 женщин). В национальной структуре населения армяне составляли 41 %, грузины — 33 %, греки — 20,5 %.
| Год  | Население, человек |
| ---- | ------------------ |
| 2002 | 118                |
| 2014 | ↘ 78               |